# Lithocarpus irwinii
Lithocarpus irwinii (Hance) Rehder – gatunek roślin z rodziny bukowatych (Fagaceae Dumort.). Występuje naturalnie w Chinach – w prowincjach Fujian i Guangdong oraz w regionie autonomicznym Kuangsi. 

## Morfologia
PokrójZimozielone drzewo dorastające do 10 m wysokości.
LiścieBlaszka liściowa jest nieco skórzasta i ma eliptyczny lub lancetowaty kształt. Mierzy 7–12 cm długości oraz 2–4 cm szerokości, jest całobrzega, ma klinową lub zbiegającą po ogonku nasadę i ostry lub spiczasty wierzchołek. Ogonek liściowy jest nagi i ma 10 mm długości.
OwoceOrzechy o niemal kulistym kształcie, dorastają do 15 mm średnicy. Osadzone są pojedynczo w miseczkach w kształcie bąka, które mierzą 20–26 mm długości i 18–24 mm średnicy. Orzechy są całkowicie otulone w miseczkach.

## Biologia i ekologia
Rośnie w lasach mieszanych oraz widnych lasach. Występuje na wysokości do 500 m n.p.m. Kwitnie od kwiatnia do maja, natomiast owoce dojrzewają od października do listopada.